# Speocera octodentis
Speocera octodentis là một loài nhện trong họ Ochyroceratidae. Loài này phân bố ở Trung Quốc.